# Râul Colițca
Râul Colițca sau Râul Cățălu este un curs de apă, afluent al râului Crasna.